# Christina Henry

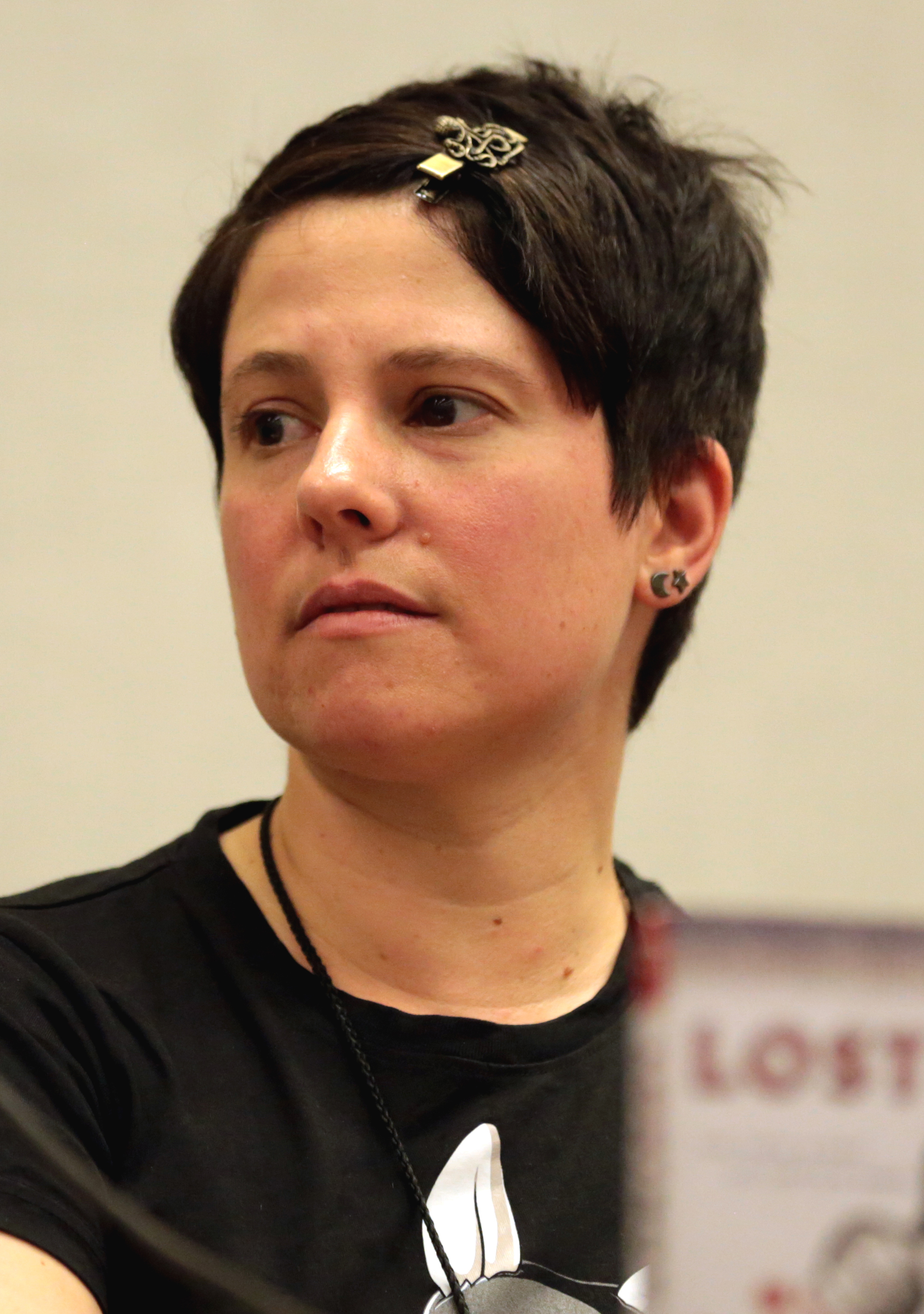
Christina Henry, 2017

Christina Henry (* 13. August 1974 in New York, USA) ist das Pseudonym von Tina Raffaele, einer US-amerikanischen Schriftstellerin, die im Horror- und Dark-Fantasy-Genre tätig ist. Ihre Black Wings-Serie ist nationaler Bestseller in den USA, wurde jedoch noch nicht ins Deutsche übersetzt. Im europäischen Raum erlangte sie Bekanntheit mit ihren düsteren Neuinterpretationen klassischer Kindergeschichten. In Deutschland erfolgreich sind hiervon unter anderem die drei Werke der Die Chroniken von Alice-Serie (basierend auf den Alice-Büchern von Lewis Carroll), Lost Boy (2017) inspiriert von J.M. Barries Peter Pan und The Girl in Red (2019), welches auf Rotkäppchen beruht.

## Privates
Ihr Pseudonym „Christina Henry“ entstand basierend auf ihrem eigenen Namen (Tina), sowie dem Namen ihres Ehemannes (Chris) und ihres Sohnes (Henry). Christina Henry lebt in Chicago, Illinois, zusammen mit ihrem Ehemann und ihrem Sohn.
Henry wollte schon immer Schriftstellerin werden und sagte dazu: „I always wanted to be a writer, even when I was very young. I spent most of my time living inside books and I wanted to stay there for the rest of my life.“ „Ich wollte immer Schriftstellerin werden, sogar als ich sehr jung war. Ich verbrachte die meiste Zeit meines Lebens in Büchern und wollte dort für den Rest meines Lebens bleiben.“

## Werke

### Die Dunklen Chroniken

#### Die Chroniken von Alice
- Alice (2015). Ace, ISBN 978-0-425-26679-3
  - Die Chroniken von Alice – Finsternis im Wunderland (2020). Übersetzung: Sigrun Zühlke, Penhaligon, ISBN 978-3-7645-3234-5
- Red Queen (2016). Ace, ISBN 978-0-425-26680-9
  - Die Chroniken von Alice – Die Schwarze Königin (2020). Übersetzung: Sigrun Zühlke, Penhaligon, ISBN 978-3-7645-3235-2
- Looking Glass (2020). Ace, ISBN 978-1-9848-0563-8
  - Die Chroniken von Alice – Dunkelheit im Spiegelland (2021). Übersetzung: Sigrun Zühlke, Penhaligon, ISBN 978-3-7645-3267-3

#### Weitere Werke aus den Dunklen Chroniken
- Lost Boy: The True Story of Captain Hook (2017). Berkley Publishing Group, ISBN 978-0-399-58402-2
  - Die Chroniken von Peter Pan – Albtraum im Nimmerland (2021). Übersetzung: Sigrun Zühlke, Penhaligon, ISBN 978-3-7645-3236-9
- The Mermaid (2018). Berkley Publishing Group, ISBN 978-0-399-58404-6
  - Die Chroniken der Meerjungrau – Der Fluch der Wellen (2021). Übersetzung: Sigrun Zühlke, Penhaligon, ISBN 978-3-7645-3237-6
- The Girl in Red (2019). Berkley Publishing Group, ISBN 978-0-451-49228-9
  - Die Chroniken von Rotkäppchen – Allein im tiefen, tiefen Wald (2022). Übersetzung: Sigrun Zühlke, Penhaligon, ISBN 978-3-7645-3255-0

### Alleinstehende Werke
- The Ghost Tree (2020). Berkley Books, ISBN 978-0-451-49230-2
  - Der Geisterbaum (2023). Übersetzung: Sigrun Zühlke, Penhaligon, ISBN 978-3-7645-3276-5
- Near the Bone (2021). Titan Books Ltd, ISBN 978-0-593-19976-3
  - Der Knochenwald (2023). Übersetzung: Sigrun Zühlke, Penhaligon, ISBN 978-3-7645-3277-2
- Horseman (2021). Titan Publ. Group Ltd., ISBN 978-0-593-19978-7
  - Die Legende von Sleepy Hollow – Im Bann des kopflosen Reiters (2022). Übersetzung: Sigrun Zühlke, Penhaligon, ISBN 978-3-7645-3275-8
- Into the Forest: Tales of the Baba Yaga (2022). Black Spot Books, ISBN 978-1-64548-123-2
- Good Girls Don't Die (2023). Random House N.Y., ISBN 978-0-593-63819-4
  - Böse Mädchen sterben nicht (2024). Übersetzung: Sigrun Zühlke, Penhaligon, ISBN 978-3-7645-3315-1
- The House That Horror Built (2024). Random House N.Y., ISBN 978-0-593-63821-7

### Die Wings Serie
- Black Wings (2010). Penguin US, ISBN 978-0-441-01963-2
- Black Night (2011). ACE, ISBN 978-1-937007-06-5
- Black Howl (2012). ACE, ISBN 978-1-937007-33-1
- Black Lament (2012). ACE, ISBN 978-0-425-25657-2
- Black City (2013). ACE, ISBN 978-0-425-25658-9
- Black Heart (2013). Ace Books, ISBN 978-0-425-25659-6
- Black Spring (2014). ACE, ISBN 978-0-425-26678-6

### Kurzgeschichten
- in Kicking It (2013) von Rachel Caine, Chloe Neil, Rob Thurman, Christina Henry und anderen. Roc Trade, ISBN 978-0-451-41900-2
- in As Red As Blood, As White As Snow in Cursed: An Anthology (2020) von Neil Gaiman, Charlie Jane Anders, M. R. Carey, Christina Henry und anderen. Titan Books, ISBN 978-1-78909-150-2
- in Pretty Maids All In a Row in Twice Cursed (2023) von Neil Gaiman, Joe Hill, Joanne Harris, M. R. Carey, Katherine Arden, Christina Henry und anderen. Titan Books, ISBN 978-1-80336-122-2

## Auszeichnungen
Alice (2015) wurde für den Goodreads Choice Award im Horror-Genre nominiert und endete auf Platz zwei. Es gehörte zu den meistverkauften Science-Fiction- und Fantasy-Romanen von Barnes & Noble im Jahr 2015. Vier Jahre später war The Girl In Red für den Goodreads Choice Award Horror nominiert und erlangte dort den dritten Platz.
Nach der Veröffentlichung der deutschen Übersetzung, wurde Christina Henry Spiegel-Bestsellerautorin mit sowohl dem ersten Teil der Alice Serie, als auch mit Die Chroniken von Peter Pan. Im Folgejahr 2021 war sie erneut mit zwei Büchern auf der Bestsellerliste platziert, diesmal mit Die Chroniken von Rotkäppchen und  Die Legende von Sleepy Hollow.